# Chrisney
Chrisney is een plaats (town) in de Amerikaanse staat Indiana, en valt bestuurlijk gezien onder Spencer County.

## Demografie
Bij de volkstelling in 2000 werd het aantal inwoners vastgesteld op 544.
In 2006 is het aantal inwoners door het United States Census Bureau geschat op 537, een daling van 7 (-1,3%).

## Geografie
Volgens het United States Census Bureau beslaat de plaats een oppervlakte van
0,9 km², geheel bestaande uit land. Chrisney ligt op ongeveer 141 m boven zeeniveau.

## Plaatsen in de nabije omgeving
De onderstaande figuur toont nabijgelegen plaatsen in een straal van 16 km rond Chrisney.